# Bartsia trichophylla
Bartsia trichophylla är en snyltrotsväxtart som beskrevs av Hugh Algernon Weddell. Bartsia trichophylla ingår i släktet svarthösläktet, och familjen snyltrotsväxter. Inga underarter finns listade i Catalogue of Life.